# Raytown (Missouri)
Raytown ist eine Stadt innerhalb des Jackson County im Westen des US-Bundesstaates Missouri und liegt in der Metropolregion Kansas City. Gemäß Volkszählung aus dem Jahr 2020 hatte die Stadt 30.012 Einwohner.

## Geschichte
Das Gebiet, in dem Raytown heute liegt, wurde im 19. und frühen 20. Jahrhundert erschlossen, als Pioniere auf der Suche nach verfügbarem fruchtbarem Land und Wasser entlang der Three Trails nach Westen zogen. Durch einen 1826 unterzeichneten Vertrag wurde es für 800 Dollar dem Staat Missouri hinzugefügt. Das Jackson County, benannt nach Präsident Andrew Jackson, wurde 1827 gegründet. Ein großes Gebiet des Countys, Township 49, wurde versehentlich nicht zum Verkauf angeboten, als die anderen Townships es taten, und wurde daher „The Lost Township“ genannt. Die Menschen zogen in den Township und blieben dort, bis das Township 1843 vermessen und das Land verkauft wurde.
Die Pioniere und Reisenden, die auf den Three Trails nach Westen zogen, entdeckten in der Gegend von Raytown ein Gebiet mit hohen, bewaldeten Bergrücken, das sie an ihre frühere Heimat in den Blue Ridge Mountains erinnerte. Das Land wurde Blue Ridge genannt, die angrenzenden Gewässer hießen Big Blue und Little Blue River.
Im Jahr 1860 baten die Einwohner von Jackson County in einer Petition um eine bessere Straße, um das südliche Jackson County mit Independence im nördlichen Jackson County zu verbinden. Das Ergebnis war die Raytown Road, die von der High Grove Road nach Norden führte, den Little Blue River am „Rockford“ (heute vom Longview Lake überflutet) überquerte und bei der Schmiede von William Ray auf den Santa Fe Trail traf. Viele Teile der ursprünglichen Raytown Road werden auch heute noch genutzt.
William Ray gründete um 1848 eine Schmiede am Santa Fe Trail im Jackson County. Die Siedlung um die Schmiede herum war zunächst als Ray’s Town und später, 1854, als Raytown bekannt.

## Demografie
Nach einer Schätzung von 2019 leben in Raytown 28.991 Menschen. Die Bevölkerung teilt sich im selben Jahr auf in 59,7 % Weiße, 32,4 % Afroamerikaner, 0,1 % amerikanische Ureinwohner, 1,0 % Asiaten, 0,1 % Ozeanier und 3,5 % mit zwei oder mehr Ethnizitäten. Hispanics oder Latinos aller Ethnien machten 6,5 % der Bevölkerung aus. Das mittlere Haushaltseinkommen lag bei 52.662 US-Dollar und die Armutsquote bei 12,0 %.
| Jahr | Einwohner¹ |
| ---- | ---------- |
| 1960 | 17.083     |
| 1970 | 33.632     |
| 1980 | 31.831     |
| 1990 | 30.601     |
| 2000 | 30.388     |
| 2010 | 29.526     |
| 2020 | 30.012     |

¹ 1950 – 2020: Volkszählungsergebnisse